# Первое правительство Яценюка
Первое правительство Арсения Яценюка — украинское правительство, сформированное 27 февраля 2014 года после утверждения Верховной Радой Украины VII созыва кандидатуры Арсения Яценюка на должность премьер-министра, которое прошло в этот же день. 27 ноября 2014 VIII созыв Верховной рады Украины повторно назначил Арсения Яценюка премьер-министром Украины и поручил ему сформировать новое правительство.

## Хронология
22 февраля 2014 года постановлением Верховной рады президент Украины В. Ф. Янукович был объявлен «самоустранившимся от исполнения конституционных полномочий». В тот же день председателем Верховной рады Украины был избран А. В. Турчинов. С 23 февраля 2014 года по постановлению Верховной рады Украины он исполнял обязанности президента Украины. Также решением Верховной Рады была возвращена конституция в редакции 2004 года (с последующими дополнениями) и назначена дата президентских выборов — 25 мая.
27 февраля 2014 года была образована коалиция «Европейский Выбор» 250 народными депутатами фракций «Батькивщина», «УДАР», «Свобода», а также новосозданными группами «Экономическое развитие», «Суверенная европейская Украина» и другими народными депутатами. Сбор подписей начался 25 февраля.
Председатель Верховной рады Украины, и. о. главы государства Александр Турчинов объявил о создании в Верховной Раде Украины новой коалиции. В ходе заседания в четверг он сказал:
В соответствии со статьей 83 Конституции Украины официально объявляю, что 27 февраля была создана и зарегистрирована в аппарате Верховной рады коалиция «Европейский выбор».
Коалиция выдвинула на пост премьер-министра Украины председателя Политсовета ВО «Батькивщина» Арсения Яценюка (главой партии ВО «Батькивщина» является Юлия Тимошенко) и утвердила новый состав правительства. Назначение Арсения Яценюка и нового правительства поддержали представители практически всех депутатских групп и фракций, а также внефракционные депутаты, голосовала «За» также значительная часть депутатов от фракции Партии регионов, от голосования воздержались только представители Коммунистической партии Украины.
Яценюк объявил о своей отставке 24 июля 2014 года в связи с распадом парламентской коалиции и блокированием правительственных инициатив. Президент Украины Пётр Порошенко направил официальное письмо спикеру Верховной рады Александру Турчинову. В нём Порошенко призвал выразить вотум доверия премьер-министру Арсению Яценюку. 31 июля Верховная Рада отказалась принять отставку Яценюка: «за» проголосовало только 16 депутатов.

## Состав правительства
27 февраля 2014 года Верховная Рада Украины назначила Премьер-министра Украины и сформировала состав правительства (также были назначены и. о. министров иностранных дел и обороны):
| Должность | Руководитель                           | Фото                                      | Партия                                    | Вступил в должность |
| --- | -------------------------------------- | ----------------------------------------- | ----------------------------------------- | ------------------- |
| Премьер-министр Украины                                                                                        |                                        |                                           |                                           |                     |
| Арсений Петрович Яценюк                                                                                        |                                        | Батькивщина/Народный фронт (с 10.09.2014) | 27 февраля 2014                           |                     |
| Первый вице-премьер-министр Украины                                                                            |                                        |                                           |                                           |                     |
| Виталий Григорьевич Ярема                                                                                      |                                        | Батькивщина                               | 27 февраля 2014                           |                     |
| Вакансия |                                        |                                           | 19 июня 2014                              |                     |
| Вице-премьер-министр Украины                                                                                   |                                        |                                           |                                           |                     |
| Александр Максимович Сыч                                                                                       |                                        | Свобода                                   | 27 февраля 2014                           |                     |
| Вице-премьер-министр — Министр регионального развития, строительства и жилищно-коммунального хозяйства Украины |                                        |                                           |                                           |                     |
| Владимир Борисович Гройсман                                                                                    |                                        | Беспартийный                              | 27 февраля 2014                           |                     |
| Министр аграрной политики и продовольствия                                                                     | Игорь Александрович Швайка             |                                           | Свобода                                   | 27 февраля 2014     |
| Министр внутренних дел                                                                                         | Арсен Борисович Аваков                 |                                           | Батькивщина/Народный фронт (с 10.09.2014) | 22 февраля 2014     |
| Министр культуры                                                                                               | Евгений Николаевич Нищук               |                                           | Беспартийный                              | 27 февраля 2014     |
| Министр экологии и природных ресурсов                                                                          | Андрей Владимирович Мохник             |                                           | Свобода                                   | 27 февраля 2014     |
| Министр экономического развития и торговли                                                                     | Павел Михайлович Шеремета              |                                           | Беспартийный                              | 27 февраля 2014     |
| Министр экономического развития и торговли                                                                     | Анатолий Аркадьевич Максюта (и. о.)    |                                           | Беспартийный                              | 3 сентября 2014     |
| Министр экономического развития и торговли                                                                     | Вакансия                               |                                           |                                           | 16 октября 2014     |
| Министр энергетики и угольной промышленности                                                                   | Юрий Васильевич Продан                 |                                           | Беспартийный                              | 27 февраля 2014     |
| Министр иностранных дел                                                                                        | Андрей Богданович Дещица (и. о.)       |                                           | Беспартийный                              | 27 февраля 2014     |
| Министр иностранных дел                                                                                        | Павел Анатольевич Климкин              |                                           | Беспартийный                              | 19 июня 2014        |
| Министр инфраструктуры                                                                                         | Максим Юрьевич Бурбак                  |                                           | Батькивщина                               | 27 февраля 2014     |
| Министр обороны                                                                                                | Игорь Иосифович Тенюх (и. о.)          |                                           | Свобода                                   | 27 февраля 2014     |
| Министр обороны                                                                                                | Михаил Владимирович Коваль (и. о.)     |                                           | Беспартийный                              | 25 марта 2014       |
| Министр обороны                                                                                                | Валерий Викторович Гелетей             |                                           | Беспартийный                              | 3 июля 2014         |
| Министр обороны                                                                                                | Степан Тимофеевич Полторак             |                                           | Беспартийный                              | 14 октября 2014     |
| Министр образования и науки                                                                                    | Сергей Миронович Квит                  |                                           | Беспартийный                              | 27 февраля 2014     |
| Министр здравоохранения                                                                                        | Олег Степанович Мусий                  |                                           | Беспартийный                              | 27 февраля 2014     |
| Министр здравоохранения                                                                                        | Василий Васильевич Лазоришинец (и. о.) |                                           | УДАР                                      | 1 октября 2014      |
| Министр социальной политики                                                                                    | Людмила Леонтьевна Денисова            |                                           | Беспартийная                              | 27 февраля 2014     |
| Министр финансов                                                                                               | Александр Витальевич Шлапак            |                                           | Беспартийный                              | 27 февраля 2014     |
| Министр юстиции                                                                                                | Павел Дмитриевич Петренко              |                                           | Батькивщина/Народный фронт (с 10.09.2014) | 27 февраля 2014     |
| Министр спорта и молодёжи                                                                                      | Дмитрий Сергеевич Булатов              |                                           | Беспартийный                              | 27 февраля 2014     |
| Министр Кабинета министров                                                                                     | Остап Михайлович Семерак               |                                           | Батькивщина                               | 27 февраля 2014     |

## Вопрос о легитимности
Вскоре после назначения состава переходного правительства Украины зимой 2014 г, возникла дискуссия о его легитимности. Мнение о нелигитимности правительства неоднократно высказывали представители правящих кругов России. В частности, такое мнение высказал Президент России В.В. Путин:

Оценка того, что произошло в Киеве, может быть только одна — это антиконституционный переворот и вооружённый захват власти. <…> Являются ли эти сегодняшние власти легитимными? Парламент — отчасти да, все остальные — нет.
— Ответы В. Путина на вопросы журналистов 4 марта 2014 года.
Отстраненный от должности президента Украины в обход процедуры импичмента Виктор Янукович назвал назначение Яценюка премьером антиконституционным, поскольку Верховная Рада осуществила назначение без его представления, которое требовала статья 114 Конституции Украины (в редакции от 8 декабря 2004 года).
О нелегитимности правительства Яценюка высказались также руководители ряда других стран, включая, в частности, такие, как Белоруссия, Эквадор и Венесуэла.
В признании легитимности правительству Яценюка отказала и значительная часть населения юго-востока Украины. Так, по данным опроса, проведённого Киевским международным институтом социологии (КМИС) 10—15 апреля 2014 г. в восьми областях юго-востока страны, законным главой исполнительной власти Яценюка признали лишь 33,6 % населения этих областей.
При этом в Донецкой области законным премьером его сочли — 16,6 %, а незаконным — 72,1 %; в Луганской, соответственно — 16,8 и 70,4 %.
С другой стороны, правительства ряда развитых стран мира признали новое правительство легитимным.

### Дело о легитимности правительства Яценюка
13 июня 2014 года внефракционный народный депутат Роман Стаднийчук обратился в Высший административный суд Украины (ВАСУ) с иском, в котором просит суд признать противоправными действия Верховной Рады Украины по созданию коалиции «Европейский Выбор», которую 27 февраля 2014 года сформировали депутатские фракции «Батькивщина», «УДАР», «Свобода», а также депутатские группы «Экономическое развитие» и «Суверенная европейская Украина».
Р. Стаднийчук потребовал признать незаконными и отменить постановления Верховной Рады Украины № 800-VII «О назначении Яценюка А. П. Премьер-министром Украины» и № 802-VII «О формировании состава Кабинета министров Украины», принятые 27 февраля 2014 года. В иске также содержится требование признать отсутствие у Яценюка полномочий премьера, а у Кабинета министров Украины — отсутствие полномочий правительства.
Свои требования депутат обосновывает, в частности, тем, что, по его мнению, создание коалиции «Европейский Выбор» и принятие упомянутых постановлений противоречит ряду положений конституции Украины, включая статью 83.
Рассмотрев представленные материалы, ВАСУ принял решение открыть по иску Р. Стаднийчука производство по административному делу.
По сведениям, опубликованным в СМИ, решение суда об открытии производства датировано 16 мая, а иск в ВАСУ депутата Верховной рады — 13 июня. Сам депутат объяснил такое расхождение технической ошибкой суда.